# Portlandi Egyetem (1901)
A Portlandi Egyetem (angolul: University of Portland) 1901-ben megnyílt katolikus magánintézmény az Amerikai Egyesült Államok Oregon államának Portland városában. Az iskolát és testvérintézményét (Notre Dame Egyetem) a Keresztes Kongregáció alapította.
Az egyetem Észak-Portland legnagyobb foglalkoztatója. Campusa University Park városrészben található.

## Története
Az intézmény elődje, a metodista Portlandi Egyetem az 1893-as gazdasági válság miatt 1896–1897-ben a Puget Sound-i Főiskolával együtt Kelet-Portlandben működött. A hagyomány szerint Alexander Christie érsek egy hajóról meglátta az akkor több éve üresen álló Nyugati (1992 óta Waldschmidt) épületet.
Az érsekség a Keresztes Kongregáció pénzügyi támogatásával megvásárolta a campust, és 1901. szeptember 5-én megnyitotta a Columbia folyóról elnevezett Columbia Egyetemet. Az 52 férfi hallgatót nyolc helyi pap tanította. Az érsekség kérésére az intézmény tulajdoni jogait 1902-től a kongregáció gyakorolta.
Két évtized múlva junior főiskolai státuszt kapott, 1935-ben pedig felvette mai nevét. 1925-ben megnyílt a tudományos és művészeti főiskola, 1929-ben pedig kiállították az első hét alapdiplomát. Az 1930-as években megnyílt az üzleti, és a Szent Vincent Kórház beolvadásával az ápolóképző intézet.
1948-ban megnyílt a mérnöki, 1962-ben pedig a tanárképző intézet; a mesterképzések 1950-ben indultak. Nőket 1951-től vesznek fel; korábban a Marylhursti Egyetem volt az egyetlen oregoni, nők számára is nyitott katolikus felsőoktatási intézmény. 1957-ben átadták a könyvtár épületét, 1967-ben pedig az iskola vezetését igazgatótanács vette át. A Multnomah megyei Főiskola 1969-ben az intézménybe olvadt.

## Campus
A Waud-magasparton fekvő campus a Hattyú-szigeti ipartelepre és a Willamette folyóra néz. Keletről a Willamette sugárút, északról lakóházak, délről és nyugatról pedig a Willamette folyó határolja.
Négy részre van osztva; az egyiken az oktatási, a másik három (East, North és Villa) a kollégiumok találhatóak. A campus központja a kápolna közelében fekvő, az üzleti képzéseknek otthont adó Franz épület. Az egyetemnek tíz kollégiuma van: a Corrado, Mehling és Villa Corrado a Villa, a Christe, Kenna és Shipstad az East, míg a Fields, Haggerty & Tyson, Lund és Schoenfeldt a North részen fekszik.

### Tisztképző
A campuson a szárazföldi és a légierő tisztképzője is működik.
A légierő tisztképzője (695-ös osztag) 1951 óta működik, és országosan az egyik legnagyobb: az alapképzésben részt vevők közel 4%-a tagja. 2004-ben és 2012-ben megkapta a Right of Line díjat. Székhelye a Kenna épület alagsorában található.
Az 1996 óta létező szárazföldi képzőhelyének személyzete hét főből áll és hetven kadétja van. Irodái a Villa Maria épületben vannak.

### Bővítés
A Lund kollégiumot a 2016–17-es tanévben adták át. Az étkező felvette Fedele Bauccio, az étkeztetésért felelős Bon Appétit Management Company alapítójának nevét. Később felújították a könyvtárat is.
30 méteres magasságával a 2009 szeptemberében átadott harangtorony az egyetem és Észak-Portland legmagasabb építménye.
Az E. William Beauchamp rektor nevét viselő sportközpont építése 2014 májusában, a Joe Etzel Baseballpálya világításának kiépítése 2014 júniusában kezdődött. 2017 márciusában háromszintes, hatezer négyzetméteres oktatási létesítmény (Dundon–Berchtold épület) megnyitását jelentették be, melynek részét képezi a 146 fős Brian J. Doyle Auditórium is. Pénzügyi problémák miatt az építkezés csak 2017 szeptemberében kezdődött, és a 2019–20-as tanév elejére készült el.
A negyvenmillió dollárból megnyílt Shiley–Marcos innovációs központ építésére Darlene Marcos Shiley tízmillió dollárt adományozott.

## Oktatás
Az iskola hat szervezeti egységből áll. A legnépszerűbb szakok az ápolóképzés, a biológia, a marketing, a pénzügy, a tanítóképzés, a kommunikáció, a pszichológia és a spanyol nyelv.

### Művészeti és Tudományos Főiskola
A bölcsészettudományi képzéseket is magában foglaló főiskola tizenhét tanszékből (Biológiai, Kémiai, Kommunikációtudományi, Angol Nyelvi, Környezettudományi, Nemzetközi Nyelvek és Kultúrák, Történelmi, Matematikai, Előadó- és Képzőművészeti, Filozófiai, Fizikai, Politikatudományi, Pszichológiai, Társadalom- és Viselkedéstudományi, Társadalmi Munka, Szociológiai és Teológiai) áll.
A mesterképzéseket a főiskola a mesterképzési intézettel közösen szervezi. A színházrendezői MFA képzést a Színházi Iskolák Országos Szövetsége akkreditálta. A teológiai tanszék 2000-ben a Gonzaga Egyetemmel közösen lelkipásztori MAPM képzés indult, de 2010-ben a partnerkapcsolat megszakadt, azóta a képzés önállóan zajlik.

### Pamplin Üzleti Intézet
Az üzleti iskolákat felügyelő AACSB által akkreditált intézet alap- és mesterképzéseket is indít. A U.S. News & World Report rangsorában alapképzése és részidős MBA-képzése is az elsők között van. Alapszinten közgazdasági és BBA (Bachelor of Business Administration) szakokat kínálnak.
Mesterszakon az MBA és nonprofit MBA mellett pénzügy, menedzsment, és MBA-utóképzés szakok indulnak. Az intézet Oregonban kiemelkedik sokszínűsége miatt: a hasonló iskolák között itt a legmagasabb a nők, a kisebbségek és a nemzetközi hallgatók aránya.

### Tanárképző Intézet
Az intézet által kibocsátott diploma nem minden amerikai államban jogosít fel tanításra. A képzés szinte azonnal szakmai gyakorlattal indul. Oktatási modellje 2002-ben elnyerte a Független Tanárképző Főiskolák Szövetségének kiválóságdíját.
A térség katolikus iskoláit összefogó PACE programban évente 15–25 tanárhallgató szerezhet nyári iskola keretében diplomát, míg a hároméves képzésből egy évet katolikus intézményben töltenek. A hallgatókat utahi, washingtoni és kaliforniai városokban szállásolják el.
Mesterképzésben adminisztráció, angol mint idegen nyelv, idegi oktatás, valamint speciális szükségletűek oktatása szakokon lehet diplomát szerezni. Emellett doktori fokozat (EdD) is szerezhető.

### Shiley Mérnöki Intézet
| Mesterképzés             | Mesterképzés |
| ------------------------ | ------------ |
| Washington Monthly       | 64           |
| Regionális               |              |
| U.S. News & World Report | 1            |
| Országos                 |              |
| Forbes                   | 125          |
| WSJ/College Pulse        | 208          |

Az 1948-ban alapított mérnöki intézet a Multnomah megyei Főiskola 1969-es beolvadásával kezdett jobban növekedni; az összevonást követően Multnomah Mérnöki Intézet néven működött. Az ország negyven legjobb mérnöki iskolája között van; a U.S. News & World Report 2012-ben a 35. helyre sorolta.
2007-ben Donald Shirley feltaláló, egykori hallgató és felesége, Darlene Shiley 12 millió dollárt adományoztak az intézetnek, melynek épülete az iskola legnagyobbika, és több fenntarthatósági díjat is elnyert. Egy későbbi, nyolcmillió dolláros adományukat követően a szervezeti egységet Donald P. Shiley Mérnöki Intézetre nevezték át.
Építő-, gépész- és villamosmérnöki, valamint mérnökinformatikusi alapdiplomát adnak ki. A Pamplin Intézettel közösen mérnöki mesterdiplomát lehet szerezni.

### Ápolóképző és Egészségfejlesztési Intézet
A szervezeti egység 1892-ben, két évvel a Good Samaritan első regionális ápolóképzésének elindulását követően jött létre a Szent Vincent Kórház Ápolóképző és Egészségfejlesztési Intézeteként. A 20. században a térségben az ápolóképzéseket a kórházaktól az egyetemek vették át: a Szent Vincent Kórház 1934-ben olvadt a Portlandi Egyetembe, 1938-tól pedig négyéves képzések indulnak. A hallgatók klinikai gyakorlatukat a Providence Health & Services intézményeiben végzik.
Az intézmény ápolói alap- és mesterdiplomát, valamint 2008-tól doktori fokozatot is kibocsát. Az AEM-UP program részeként a más területről alapdiplomával rendelkezők is szerezhetnek ápolói mesterdiplomát. Gyakorlati partnerekkel együttműködve vezető ápolói mesterdiploma is szerezhető. A U.S. News & World Report 2007-ben a 72. helyre sorolta. Az Amerikai Férfiápolói Szövetség a férfiaknak elérhető legjobb intézménynek nevezte.

### Mesterképzés
Az alapszakokon túli képzések a tudományos főiskolán és a négy szakmai továbbképző intézeten belül zajlanak.

### Rangsorok
2022-ben a U.S. News & World Report regionális rangsorában a második, a legjobb alapképzési intézmények között a harmadik, az ár-érték arány szerinti sorrendben pedig a hatodik helyen állt.

### Felvételi statisztikák
A U.S. News & World Report az intézmény felvételi rendszere „szelektív”. 2022-ben a jelentkezettek 93%-át vették fel.

## Sport

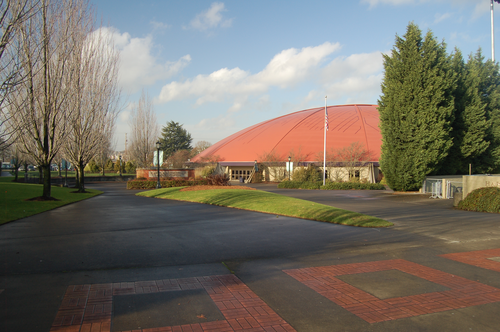
A Chiles Center kupolája

Az egyetem sportegyesülete a Portland Pilots. A labdarúgócsapat 1910-től 1977-ig klubsportként létezett; ismertté Clive Charles tette, aki 1986-tól a férfi-, majd 1989-től 2003-as haláláig a nőilabdarúgó-csapat edzője is volt. A nők 2002-ben és 2005-ben megnyerték az NCAA I-es divízióbeli bajnokságát. Hazai mérkőzéseiket a Clive Charles Labdarúgó-komplexum részét képező, 4892 férőhelyes Merlo Sportpályán játsszák.
A terepfutók 2010-ig egymásután harmincegyszer nyerték meg a West Coast Conference bajnokságát, ami a konferencia leghosszabb sorozata; emellett ötször voltak az ország tíz legjobb csapata között. 2017-ben az I-es divízióbeli csapatok között országosan a második helyen álltak.
Az egyesületnek atlétika-, baseball-, evezős-, kosárlabda-, röplabda- és teniszcsapata is van. A 2011–12-es tanévtől női evezőscsapatuk is van, a férfi- és nőigolf-csapatok viszont megszűntek. 2017-től strandröplabdacsapatuk is van. Az amerikaifutball-csapat finanszírozási problémák miatt 1950-ben megszűnt. Az egyesület 2005 novemberében a Sports Illustrated College All Sport rangsorában a 25. helyen állt.
A versenysportok mellett klubsportként evezős-, férfi- és nőilacrosse-, ultimate- és vízilabdacsapatuk is van, de más sportágakat is kínálnak.

## Fordítás
- Ez a szócikk részben vagy egészben  az   University of Portland című angol Wikipédia-szócikk ezen változatának fordításán alapul.  Az eredeti cikk szerkesztőit annak laptörténete sorolja fel. Ez a jelzés csupán a megfogalmazás eredetét és a szerzői jogokat jelzi, nem szolgál a cikkben szereplő információk forrásmegjelöléseként.